# Ceui
Ceui (Chiba, 31 gennaio ...) è una cantante giapponese.
È nota per aver cantato le sigle di serie televisive animate quali sola, Aoi Hana e Densetsu no Yuusha no Densetsu.
Nel maggio 2011 ha collaborato con la band eufonius e Odaka Kotaro al singolo Hoshizora no Fantasy sotto il nome di Ceuifonius.